# Hecalapona
Hecalapona är ett släkte av insekter. Hecalapona ingår i familjen dvärgstritar.

## Dottertaxa tillHecalapona, i alfabetisk ordning[1]
- Hecalapona angera
- Hecalapona anteriora
- Hecalapona apicella
- Hecalapona aspira
- Hecalapona assula
- Hecalapona berna
- Hecalapona bexa
- Hecalapona bimacula
- Hecalapona brevisens
- Hecalapona bulba
- Hecalapona bulla
- Hecalapona campana
- Hecalapona cedra
- Hecalapona cena
- Hecalapona confusa
- Hecalapona crinata
- Hecalapona cuana
- Hecalapona decora
- Hecalapona dedeca
- Hecalapona delara
- Hecalapona denella
- Hecalapona dumosa
- Hecalapona ecuadora
- Hecalapona elucida
- Hecalapona eruva
- Hecalapona estabana
- Hecalapona eximia
- Hecalapona ferosa
- Hecalapona forceps
- Hecalapona fugara
- Hecalapona helata
- Hecalapona hetela
- Hecalapona huella
- Hecalapona ilicea
- Hecalapona incisura
- Hecalapona inflamma
- Hecalapona lineosa
- Hecalapona lutea
- Hecalapona lyrata
- Hecalapona munia
- Hecalapona narisa
- Hecalapona panamella
- Hecalapona parela
- Hecalapona pensa
- Hecalapona punctula
- Hecalapona quadrella
- Hecalapona quina
- Hecalapona rostella
- Hecalapona scella
- Hecalapona severa
- Hecalapona sinata
- Hecalapona spinara
- Hecalapona supina
- Hecalapona titula
- Hecalapona verda
- Hecalapona vilhena
- Hecalapona villaria
- Hecalapona virella
- Hecalapona vittulata
- Hecalapona vulta